# Pólipo intestinal
Pólipo intestinal ou pólipo colônico é um pequeno aglomerado de células das paredes do intestino, geralmente benignos e inofensivos, porém, pólipos também podem se apresentar de forma maligna, tornando-se um fator de risco para câncer colorretal. Como medida de segurança os médicos removem e analisam todos pólipos suspeitos. Pólipos intestinais são bastante comuns em fumantes, obesos, maiores de 50 anos ou portadores de doenças inflamatórias intestinais.

## Tipos

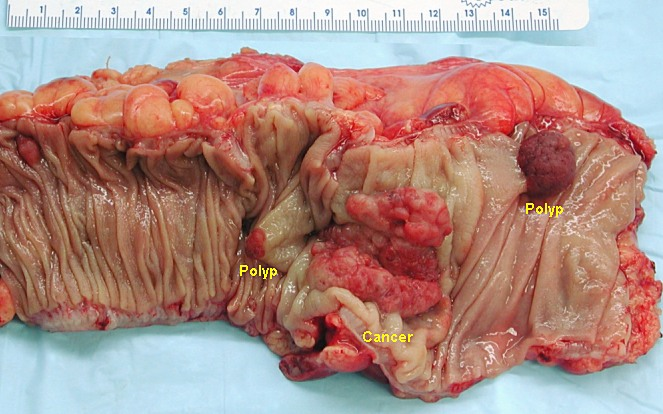
Pedaço de cólon com dois pólipos adenomatosos e um carcinoma colorretal.

Existem vários tipos de pólipos do cólon, incluindo:
- Adenomas: A maioria dos pólipos são adenomatosos e a maioria dos adenomas nunca se tornam malignos, mas quase todos os pólipos que se tornam malignos são adenomatosos. Adenomas tubulares possuem um 5% de serem malignos enquanto os adenomas vilosos possuem 40% de serem malignos.
- Hiperplásicos ou serrilhados: O risco de câncer varia com o tamanho e localização. Pequenos pólipos serrilhados no cólon inferior, raramente são malignos. Pólipos serrilhados maiores que 1cm, tipicamente planos e difíceis de detectar, localizados no cólon superior são precancerosos e portanto devem ser removidos cirurgicamente.
- Inflamatório: Pólipos associados a colite ulcerativa ou doença de Crohn. Embora os pólipos em si raramente sejam cancerosos, ambas doenças estão associadas a um maior risco de câncer de intestino.
- Hamartomas: Geralmente associados a Síndrome de Peutz–Jeghers e na polipose juvenil. Os pólipos em si não tem risco de malignidade, mas ambos casos há um risco maior de adenocarcinoma intestinal (um tipo de câncer de intestino).

## Causas
Mutações genéticas podem fazer com que as células continuem a se dividir, mesmo quando novas células não são necessárias. Quando este crescimento não regulado ocorre nas mucosas, como as paredes do tubo digestivo, são chamados de pólipos.

## Sinais e sintomas
Os pólipos intestinais geralmente não causam sintomas, mas várias síndromes se associam a pólipos. Sintomas de problemas intestinais incluem:
- Sangramento intestinal,
- Fezes negras (melena),
- Dor abdominal,
- Fadiga,
- Náusea e vômito,
- Constipação ou diarreia.

## Diagnóstico
O exame mais sensível e frequentemente usado para examinar pólipos e câncer intestinais é a colonoscopia. A colonoscopia tradicional é bastante invasiva e requer várias horas de preparação, mas permite tomar amostras de tecido (biópsias) para análise. Já a colonoscopia virtual (colonografia) não é invasiva, mas também requer preparação intestinal, usa considerável radiação ionizante e não permite sacar amostras.
Outra opção é a sigmoidoscopia flexível. Um tubo fino iluminado é inserido pelo reto para examinar a parte final do intestino (reto e cólon sigmóide). Se um pólipo for encontrado, é necessário fazer colonoscopia para removê-lo. O exame de toque retal também pode detectar pólipos retais.

## Tratamento
Pólipos com mais de 1 cm são removidos durante a colonoscopia e examinados ao microscópio. Se os pólipos são muito extensos ou inacessíveis para serem removidos na colonoscopia, pode ser necessário uma ressecção cirúrgica da mucosa. Se é detectado um câncer, pode exigir radioterapia e quimioterapia. Em algumas síndromes, toda a porção do intestino afetada pode ser removida de uma vez (colectomia). 

## Histologia

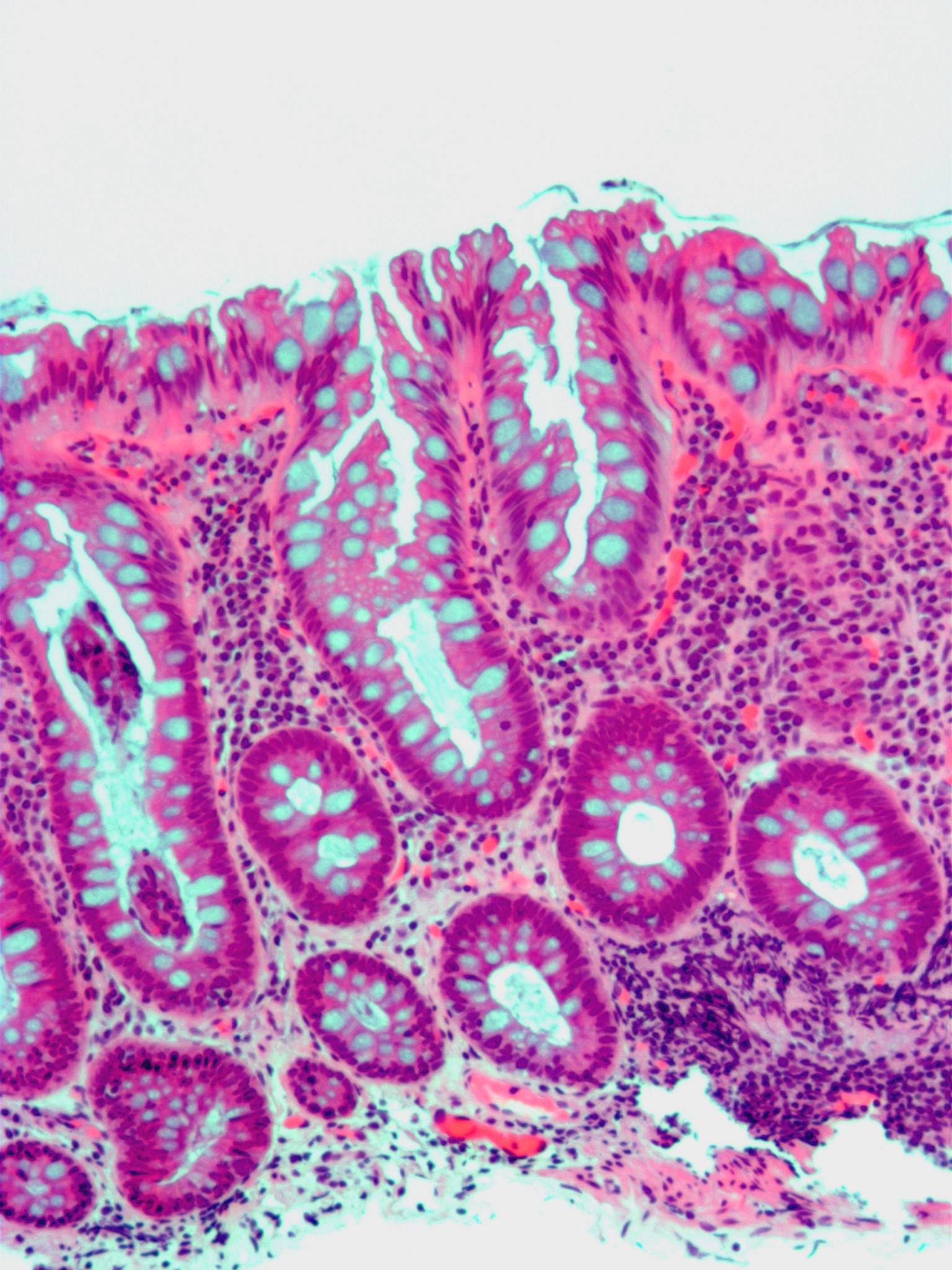
Pólipo microvesicular hiperplastico. H&E.
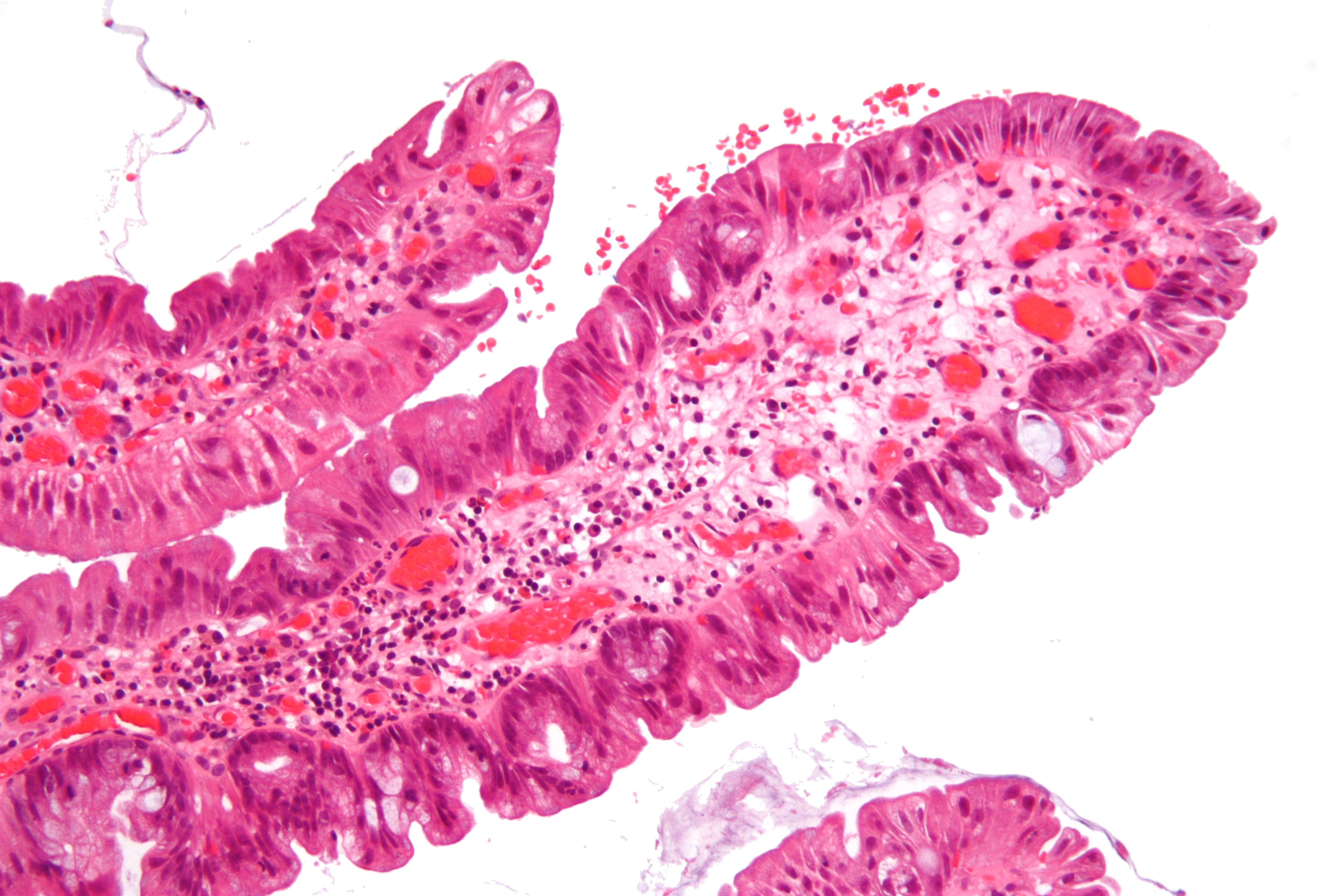
Adenoma serrilhado traditional. H&E.
Adenoma viloso, tumor com alto risco de transformação maligna. H&E.
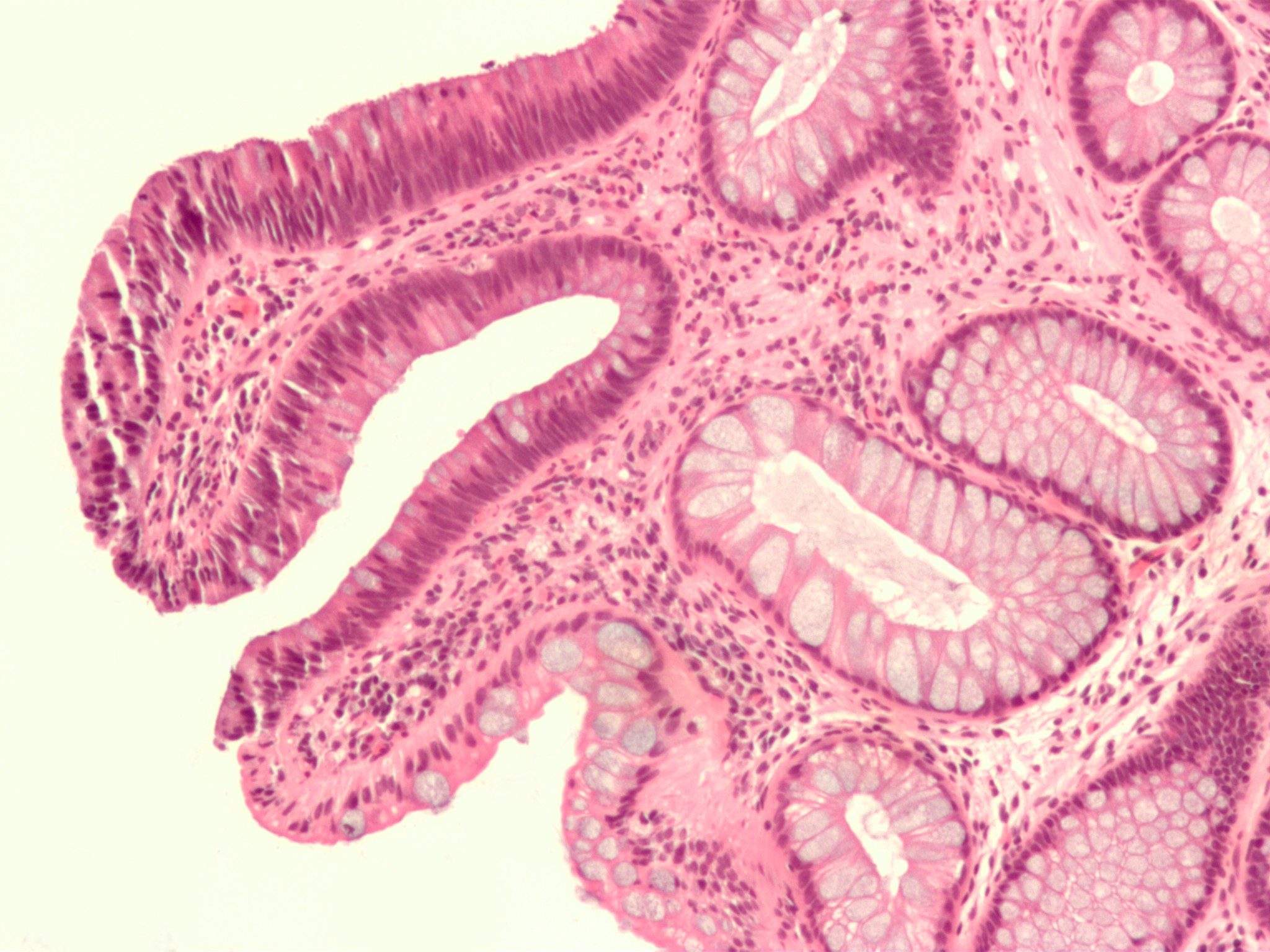
Adenoma tubular (a esquerda) e mucosa saudável (a direita). H&E.
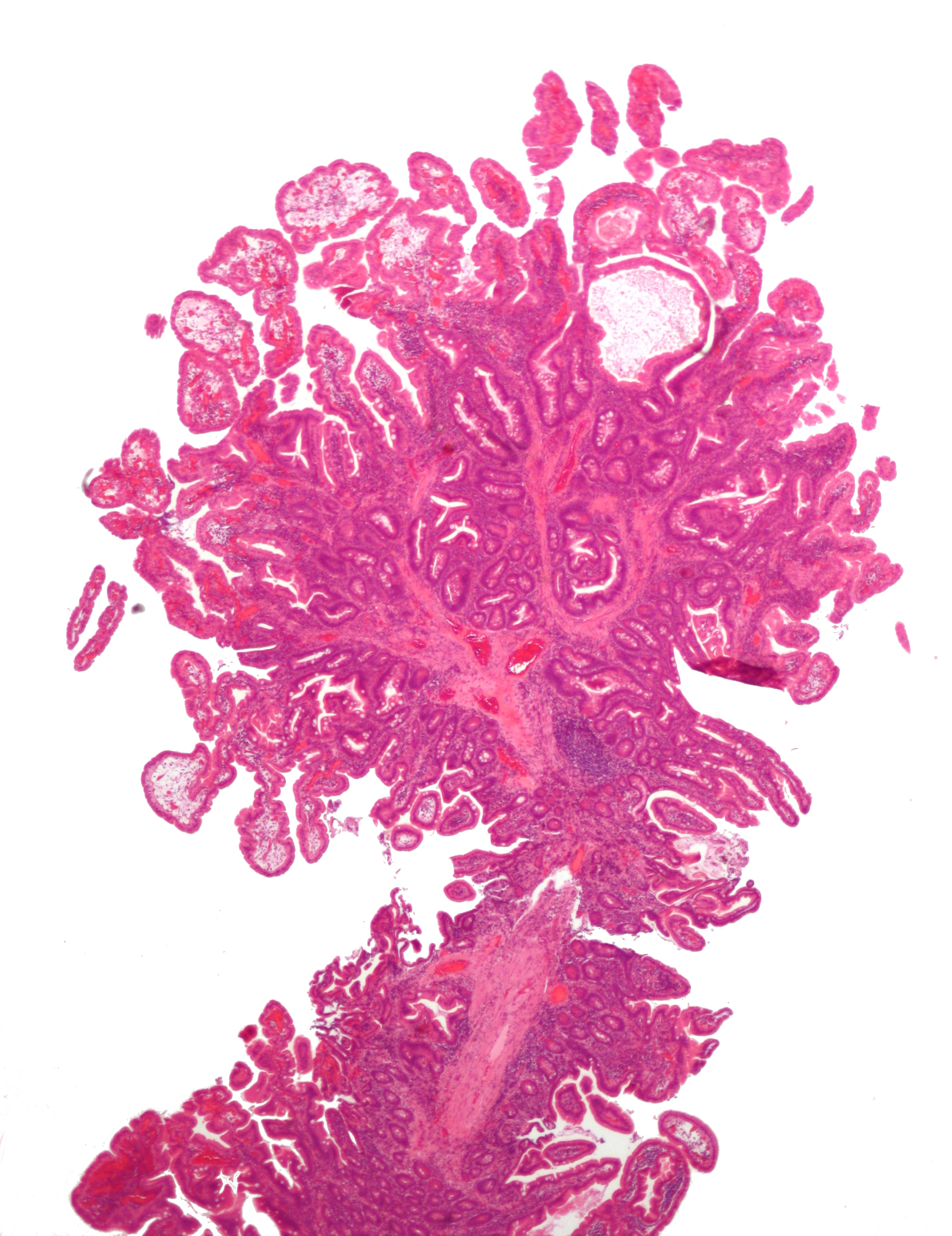
Pólipo hamartomoso em Síndrome de Peutz-Jeghers. H&E.